# Дастджерд (Західний Азербайджан)
Дастджерд (перс. دستجرد) — село в Ірані, входить до складу дехестану Південний Назлуй у Центральному бахші шахрестану Урмія провінції Західний Азербайджан.